# متیل‌کروتونیل-کوآ
متیل‌کروتونیل-کوآ (به انگلیسی: Methylcrotonyl-CoA) با فرمول شیمیایی C۲۶H۴۲N۷O۱۷P۳S یک ترکیب شیمیایی با شناسه پاب‌کم ۱۱۳۸ است. که جرم مولی آن ۸۴۹٫۶۳۶ g/mol می‌باشد. 